# Cap Negre (País Valencià)

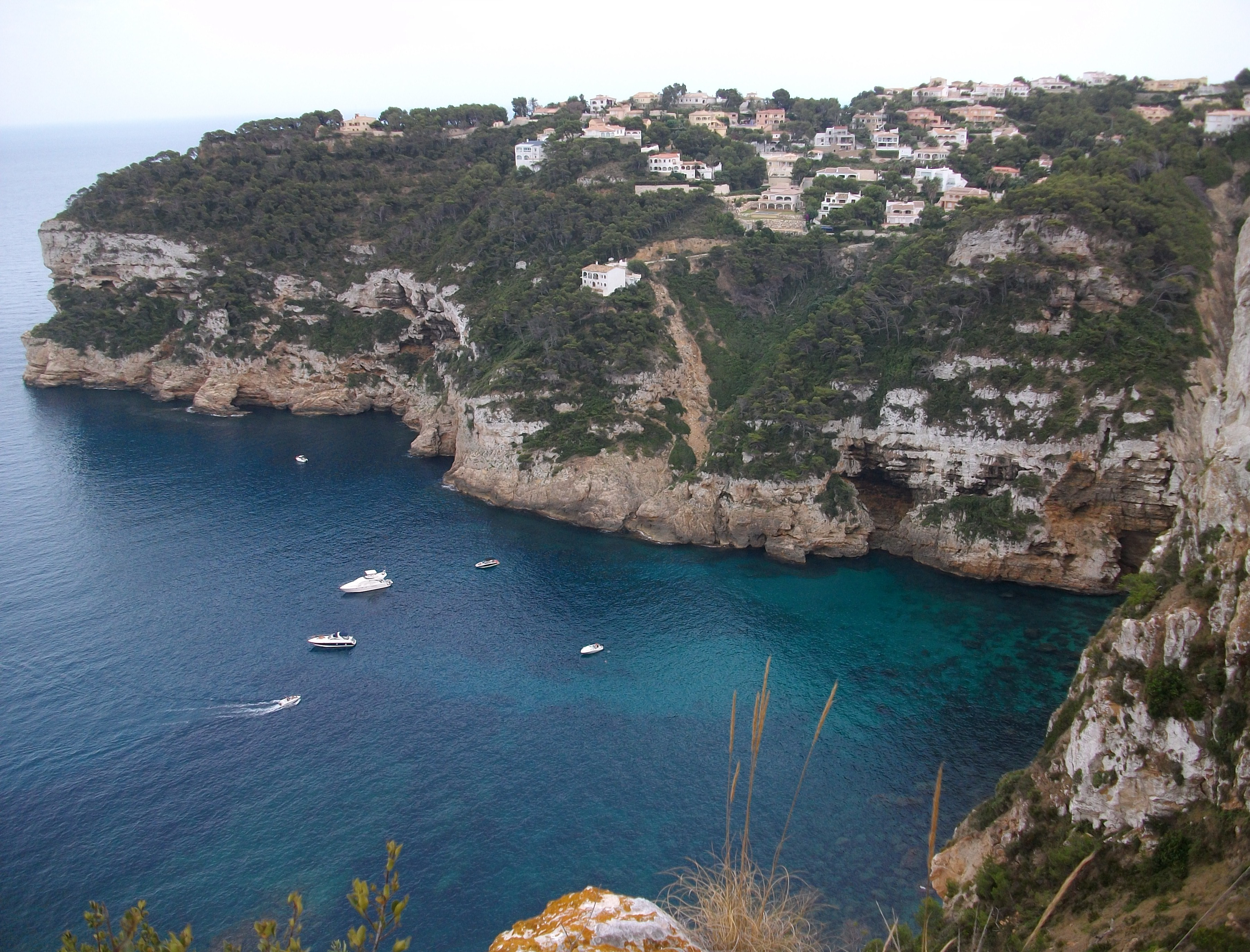
Cap Negre de Xàbia.

El Cap Negre és un cap a la població de Xàbia, Marina Alta. Al nord del Cap de la Nau, el Cap Negre s'enclava entre la Platja del Portitxol i la punta Plana. És una formació de roca calcària que cau a la mar en forma de marcats penya-segats. La superfície és coberta per pinedes de pi blanc.